# Julius Steinfeld

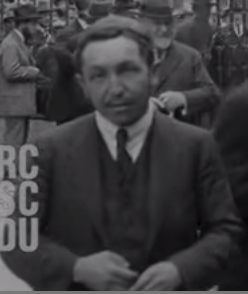
Steinfeld beim Knessia Gedolah, dem ersten Kongress orthodoxer Juden (Wien 1923)

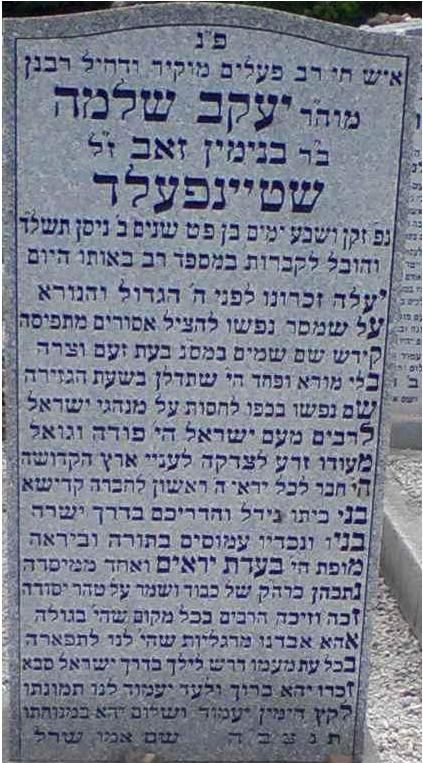
Grabstein von Julius Steinfeld

Julius Steinfeld (hebräisch יעקב שלמה, Yaakov Shlomo oder Jacob Solomon) (* 1884 in Neunkirchen; † 25. März 1974 in New York) organisierte die Flucht von Juden aus Österreich im Rahmen von Agudath Israel und war ein Schtadlan von Wien.

## Leben
Er wurde in Neunkirchen geboren und zog später nach Wien, wo er die Leitung von Agudath Israel übernahm und das Knessia Gedolah, das erste Treffen von Vertretern der jüdischen Orthodoxie aus der gesamten Welt, organisierte. Die Knessia Gedolah war die erste internationale Konferenz von Agudath Israel und nahm eine Gegenposition zum politischen Zionismus ein.
Nach dem Anschluss Österreichs im Jahr 1938 half er Juden bei der Flucht aus Österreich. Er verhandelte sogar mit Adolf Eichmann, um Ausreisevisa für fluchtbereite Juden zu bekommen. Über seine vielen Kontakte war er aber auch mitbeteiligt an der Gefangennahme von Eichmann, erzählte später sein Cousin Manzi Rechnitz, der den Holocaust in einem Keller in Bratislava überlebte.
Zusammen mit Rabbi Solomon Schonfeld organisierte er die Kindertransporte, in deren Rahmen tausende jüdische Kinder von Wien nach England versandt wurden. Auch Steinfeld verließ Wien, kehrte aber während des Nationalsozialismus oftmals zurück, um Ausreisevisa für beinahe 30 Staaten zu vermitteln, darunter nach Palästina, die Vereinigten Staaten und England. Insgesamt wurde durch seine Bestrebungen beinahe 9000 Personen zur Emigration verholfen.
Steinfeld brachte sich in Gefahr, indem er in Österreich blieb, selbst als er erfuhr, dass er deportiert werden würde, wenn er Österreich nicht verließe. Denn aufgrund seiner intensiven Kontakte mit den Nazis dachte das Außenministerium der Vereinigten Staaten anfangs, er wäre ein deutscher Spion und verweigerte ihm zunächst das Visum. Er verließ Wien am 9. Mai 1941 und fand 1942 Zuflucht in Kuba, als das amerikanische Außenministerium zur Überzeugung kam, dass seine Kontakte zu Nazis nur der Flucht von Juden dienten. Daraufhin ließ er sich in Williamsburg im Bezirk Brooklyn in New York nieder.
In den Vereinigten Staaten setzte er seine Tätigkeit fort und trat dafür der Organisation Vaad Hatzalah bei, die der Agudath Harabbanim (Union orthodoxer Rabbis) nahesteht.
Julius Steinfeld war Mitglied in der orthodoxen Vien Shul-Gemeinde, die von seinem Ziehsohn Karl Richter gegründet wurde und die alte Schiffschul-Synagoge in Wien zum Vorbild hatte, wo Steinfeld und Richter zuvor aktiv waren. (Die Schiffschul-Synagoge wurde während der Novemberpogrome 1938 zerstört und später neu errichtet.)